# Phenacoccus arambourgi
Phenacoccus arambourgi är en insektsart som beskrevs av Alfred Serge Balachowsky 1954. Phenacoccus arambourgi ingår i släktet Phenacoccus och familjen ullsköldlöss.
Artens utbredningsområde är Libanon. Inga underarter finns listade i Catalogue of Life.